# كاثرين هيوز (صحفية)
كاثرين هيوز هي صحفية كندية، (و. 1876 – 1925 م).